# Župnija Šmihel nad Mozirjem
Župnija Šmihel nad Mozirjem je rimskokatoliška teritorialna župnija dekanije Gornji Grad škofije Celje.

## Zgodovina
Do 7. aprila 2006, ko je bila ustanovljena škofija Celje, je bila župnija del savinjsko-šaleškega naddekanata škofije Maribor.